# Arques-la-Bataille
Arques-la-Bataille là một xã thuộc tỉnh Seine-Maritime trong vùng Normandie miền bắc nước Pháp.

## Huy hiệu
| Arms of Arques-la-Bataille | The arms of Arques-la-Bataille are blazoned: Gules, 2 towered castle issuant from a 3 arched bridge argent issuant from a base wavy azure (waves). |